# Brian May (compositore)
Brian May (Adelaide, 28 luglio 1934 – Melbourne, 25 aprile 1997) è stato un compositore australiano.

## Biografia
May è nato ad Adelaide il 28 luglio 1934. Studiò all'"Adelaide Elder Conservatorium" come pianista, violinista e direttore. Nel 1957 si unì all'orchestra dell'ABC di Adelaide. A 35 anni si trasferì a Melbourne, dove gli affidarono l'incarico di direttore dell'orchestra dell'ABC di Melbourne.
Scrisse le colonne sonore di molti film famosi.
Morì a Melbourne il 25 aprile 1997 all'età di 62 anni.

## Filmografia
- Patrick (1978)
- Interceptor (1979)
- Snapshot (1979)
- Thirst (1979)
- Harlequin (1980)
- Nightmares (1980)
- Gli anni spezzati (1981)
- Interceptor - Il guerriero della strada (1981)
- Race for the Yankee Zephyr (1981)
- Roadgames (1981)
- Survivor aereo maledetto (1981)
- Breakfast in Paris (1982)
- Kitty and the Bagman (1982)
- Turkey Shoot (1982)
- A Slice of Life (1983)
- Cloak & Dagger (1984)
- Innocent Prey (1984)
- Rombo di tuono 2 (1985)
- Frog Dreaming (1986)
- Sky Pirates (1986)
- Il sergente di fuoco (1987)
- Alba d'acciaio (1987)
- Bloodmoon (1990)
- Dead Sleep (1990)
- Nightmare 6: La fine (1991)
- Dr. Giggles (1992)
- Hurricane Smith (1992)
- Blind Side (1993)